# حسن‌آباد (قهاب جنوبی)
حسن‌آباد روستایی در دهستان قهاب جنوبی بخش مرکزی شهرستان اصفهان استان اصفهان ایران است.

## جمعیت
بر پایه سرشماری عمومی نفوس و مسکن در سال ۱۳۹۵ جمعیت این روستا ۳۷۲ نفر (۱۲۱خانوار) بوده‌است.